# Абрамово (Вологодская область)
Абрамово — деревня в Вологодском районе Вологодской области.
Входит в состав Старосельского сельского поселения, с точки зрения административно-территориального деления — в Старосельский сельсовет.
Расстояние по автодороге до районного центра Вологды — 53 км, до центра муниципального образования Стризнево — 12 км. Ближайшие населённые пункты — Широгорье, Кучино, Сарейка.
По переписи 2002 года население — 6 человек.